# Йохан Фридрих Август Тишбайн
Йохан Фридрих Август Тишбайн (на немски: Johann Friedrich August Tischbein; * 9 март 1750 в Маастрихт; † 21 юни 1812 в Хайделберг) е немски художник от фамилията Тишбайн, наричан „Лайпциг-Тишбайн“ (Leipziger Tischbein).
Известен е с своите фамилни портрети.
Той е син на театралния художник Йохан Валентин Тишбайн (1715 – 1768), при когото получава първите си уроци по рисуване. „Гьоте-Тишбайн“, художникът Йохан Хайнрих Вилхелм Тишбайн (1751 – 1829), е негов братовчед.
Около 1768 г. Тишбайн отива в Касел в ателието на чичо си художника Йохан Хайнрих Тишбайн Стари („Каселския Тишбайн“, 1722 – 1789), където е приет в масонската ложа. Пътува из Европа и в средата на 1780 г. се връща отново в Германия.
Същата година е назначен за дворцов художник при княз Фридрих фон Валдек в Аролзен и става негов съветник и кабинет художник.
През 1795 г. е на служба при княз Леополд III Фридрих Франц фон Анхалт-Десау в Десау. На следващата година отива в Берлин и там пожънва голям успех. От 1799 до 1800 г. създава редица портрети в Дрезден. През 1800 г. ръководи художествената академия в Лайпциг.
През 1806 г. Тишбайн отива в Санкт Петербург, за да уреди наследството на брат си Лудвиг Филип Тишбайн. Остава там почти три години и рисува портрети на руските висши благородници.
Тишбайн е баща на художничката Каролина Тишбайн (1783 – 1843) и на дворцовия художник Карл Вилхелм Тишбайн (1797 – 1855). Йохан Фридрих Август Тишбайн умира на 62 години на 21 юни 1812 г. в Хайделберг.